# استیون لاگندر
استیون لاگندر (به انگلیسی: Steven Legendre) ژیمناست زادهٔ ۵ مهٔ ۱۹۸۹ میلادی اهل کشور ایالات متحده آمریکا است.